# Abdul Faheem Khan
Abdul Faheem Khan (* 10. Oktober 1970 in Hongkong) ist ein ehemaliger Squashspieler aus Hongkong.

## Karriere
Abdul Faheem Khan war von Anfang der 1990er-Jahre bis Anfang der 2000er-Jahre auf der PSA World Tour aktiv und gewann in dieser Zeit fünf Titel bei insgesamt sechs Turnierteilnahmen. Er erreichte im März 1994 mit Rang 21 seine höchste Platzierung in der Weltrangliste.
Mit der Hongkonger Squashnationalmannschaft nahm er 1993, 1995, 1997, 1999, 2001 und 2003 an der Weltmeisterschaft teil. Außerdem stand er mehrfach bei Asienmeisterschaften im Hongkonger Kader. 1992 und 1996 erreichte er mit der Mannschaft jeweils das Finale, in dem sie Pakistan unterlagen. Im Einzel wurde er 1992 nach einem Finalsieg gegen Zubair Jahan Khan Asienmeister sowie nochmals 1996 Vizeasienmeister hinter Mir Zaman Gul. Bei den Asienspielen gehörte er 1998 und 2002 zum Hongkonger Kader. 1998 gewann er im Einzel die Bronzemedaille. Zwischen 1992 und 1999 stand er fünfmal im Hauptfeld der Weltmeisterschaft, kam dabei aber nie über die erste Runde hinaus. Zwischen 1991 und 2002 wurde er zwölfmal in Folge Hongkonger Landesmeister.

## Erfolge
- Asienmeister: 1992
- Vizeasienmeister mit der Mannschaft: 1992, 1996
- Gewonnene PSA-Titel: 5
- Asienspiele: 1 × Bronze (Einzel 1998)
- Hongkonger Meister: 12 Titel (1991–2002)